# Baita di Sopra
La Baita di Sopra (in dialetto bergamasco "Beita de Sura") è una piccola baita alpina situata in Valle Dossana (Prealpi bergamasche) in comune di Parre, a 1.320 metri di altitudine.

## Accessi
- Sentiero CAI 242: Cossaglio (Parre) - Baita Piazza Manzoni - Baita di sopra
- Sentiero CAI 245: località Bratte (Premolo) - baite di Ca' Loa - Baita Piazza Manzoni - Baita di sopra.

## Ascensioni
- Rifugio Leten
- Cima del Fop
- Cima di Leten
- Cima Valmora